# Őrhalom
Őrhalom là một thị trấn thuộc hạt Nógrád, Hungary. Thị trấn này có diện tích 17,46 km², dân số năm 2010 là 1071 người, mật độ 61 người/km².